# بلانكين
بلانكين، هي بلدية في أوبرلاند، ليختنشتاين. فقد أربعة المستوطنات، جيبين وعدد سكانها 473. وهكذا حسب عدد السكان هو أصغر بلدية ليختنشتاين.

## الجغرافيا
وهي تقع على السفح الغربي من دري شويسترن. مركز القرية الرئيسي هو على 786m أ.s.ل.. بالإضافة إلى هضبه اوبربلانكين ينتمي إلى بلدية. حدودها على جامبرين معتزل نندلر بيرغ، فادوز' معتزل داتشسيج وأشجار الدردار في الشمال على النمساوية بلدية فراستانز في الشرق وفي شان في الجنوب وفي الغرب.
على معتزل بلانكنر جارسيل السابق ألب في سامينا الوادي. على بلانكنر نيوجروت هو كليف الغابات الشمالية من القرية، فصل من ذلك
من خلال شريط من 20 مترا من الأرض وتحيط بها وهو معتزل من شان مع نفس الاسم. وغيرها من اثنين من المستوطنات في وادي الراين; ويس هو صغير مرج هو الأهوار، سواء وتحيط بها أراضي شان.
علاوة على ذلك، هناك نوعان من الجيوب التي تتكون من الغابة; روتستين الذي ينتمي إلى فادوز وشان هو برونينيغ.

### جبال الألب
هناك أربعة جبال الألب في البلدية.
| الب             | انجليزيه                                   | مالك             | المساحة الإجمالية | منطقة المراعي | المصدر |
| --------------- | ------------------------------------------ | ---------------- | ----------------- | ------------- | ------ |
| غفادورة         | القديمة الرومانشية :كافرادورا (المقاصة)    | بلدية من بلانكين | 90ha              | 24ha          | [ 5 ]  |
| ألبزينكا        | مستدق جزء من الب                           | بلدية من بلانكين | 90ha              | 24ha          | [ 6 ]  |
| روتي            | ذكر 1607 كما ريتي (المقاصة)                | بلدية من بلانكين | 22ha              | 22ha          | [ 7 ]  |
| جارسيللي بلانكن | القديمة الرومانشية: كلوزيلا (صغيرة اخدود)? | بلدية من بلانكين | 187ha             | -             | [ 8 ]  |

ألب جافادورا على المنحدر الغربي من دري شويسترن استوطن والسيرعلى حد سواء ساروجا من تريسنبيرج ومأهولة حتى القرن 15. في 1579 أصحاب غفادورة، غافلونين (اليوم: ألبزينكا) وجارسيلي سلمت السابق التعاونية الألب إلى البلدية. كان أول واحد المزارعين حتى عام 1875 عندما أصبح الطائفية في مشروع الزراعة حتى عام 1960. ومنذ ذلك الحين استخدامه يقتصر على تربية الماشية وصناعة الغابات. على غفادورة شاليه بنيت عام 1926 كما الأميرية لودج الصيد واستولى ليختنشتاينر ألبينفيرين في عام 1968.
ألبزينكا لأول مرة في عام 1428 وربما كان استقر حتى منتصف القرن 15. ومنذ ذلك الحين هذه المنطقة ينتمون إلى غفادورة كانت تستخدم للزراعة.
روتي سابقا المعروف أيضا باسم «مايسساس» على غفادورة.
بلانكين جارسيلي يقع في غرب سامينا الوادي. استخدام هذه حاد وجاف alp لم يكن مكثفة منذ القرن 19 كانت تقتصر على الماشية. النشاط الزراعي توقفت بين 1880 و 1890. منذ عام 2000 وهو جزء من احتياطي الغابات الطبيعية جارسيلي / زيغيربيرج.

## التاريخ
على الرومانية السكان من شان وفادوز قد مسح منطقة القرية قبل والسير هاجروا إلى هناك في القرن 13th وتطهير الأجزاء العليا من البلدية. أول توثيق تسمية كانت في سنة 1361. كانت القرية المنهوبة مرتين، الأولى السويسري في 1499 عندما ناضلت ضد فراستانز وفي عام 1799 من قبل الفرنسيين عندما أطاحت القوات النمساوية.
في عام 1868 القرية كان متصلا بقية ليختنشتاين عبر الطريق، مما يجعل الوصول إلى أكبر عربات. بعد حريق هائل في عام 1869 هجرة ضرب القرية في عام 1901 فقط 56 سكان بقي. تحسن الوضع بسبب الإصلاح الزراعي من عام 1961 إلى عام 1981 وتوسيع البنية التحتية.

## السياسة
إن زعيم الجماعة منذ 2007 راينر بيك (VU).
في الانتخابات الإقليمية من 15.03.2015 حصل على 67,3% من الأصوات الصحيحة. في المجلس البلدي أربعة مقاعد تشغلها FBPو ثلاثة VU.

## مشاهد

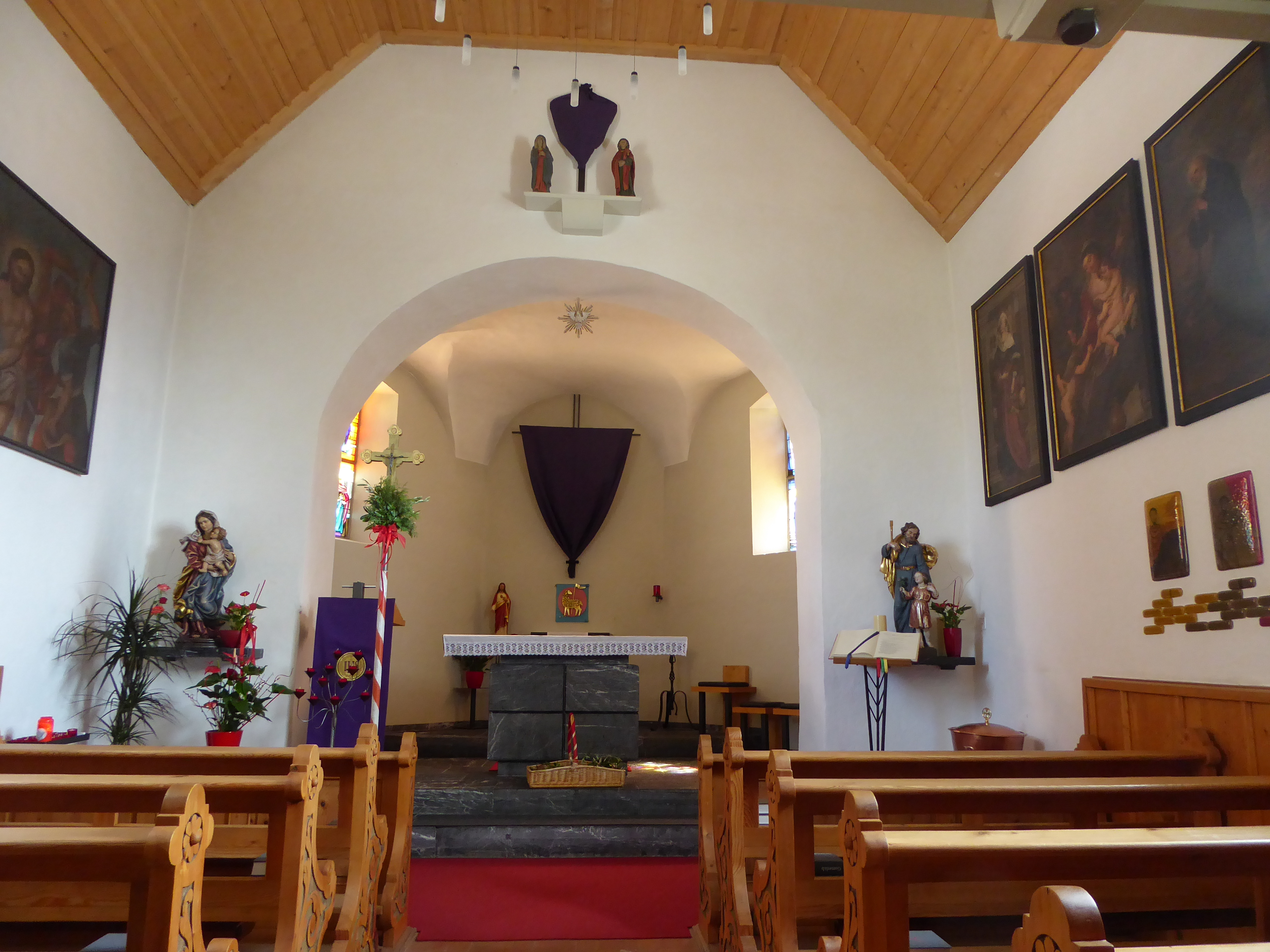
كابيل بلانكين فلوريدا، جوقة

أبرز هيكل القرن الثامن عشر من كنيسة سانت جوزيف ، الذي ينتمي إلى أبرشية شان. فمن المفترض أن يكون قد تم بناؤه في 1761 وفي عام 1861 برج وأضاف أن تحتوي على جرس من 1724. 1929 الأمير فرانز الأول. تأسست الكنيسة ثلاثة الباروك إحياء المذابح. ثم تم إعادة تصميمها في عام 1955 تحت إشراف المهندس فيليكس شميد من رابرسويل.

## ملحوظة الناس
- هاني فايلزجبال الألب المتزحلق
- أندرياس وينزل  جبال الألب المتزحلق
- تينا ويرثر جبال الألب المتزحلق

## معرض

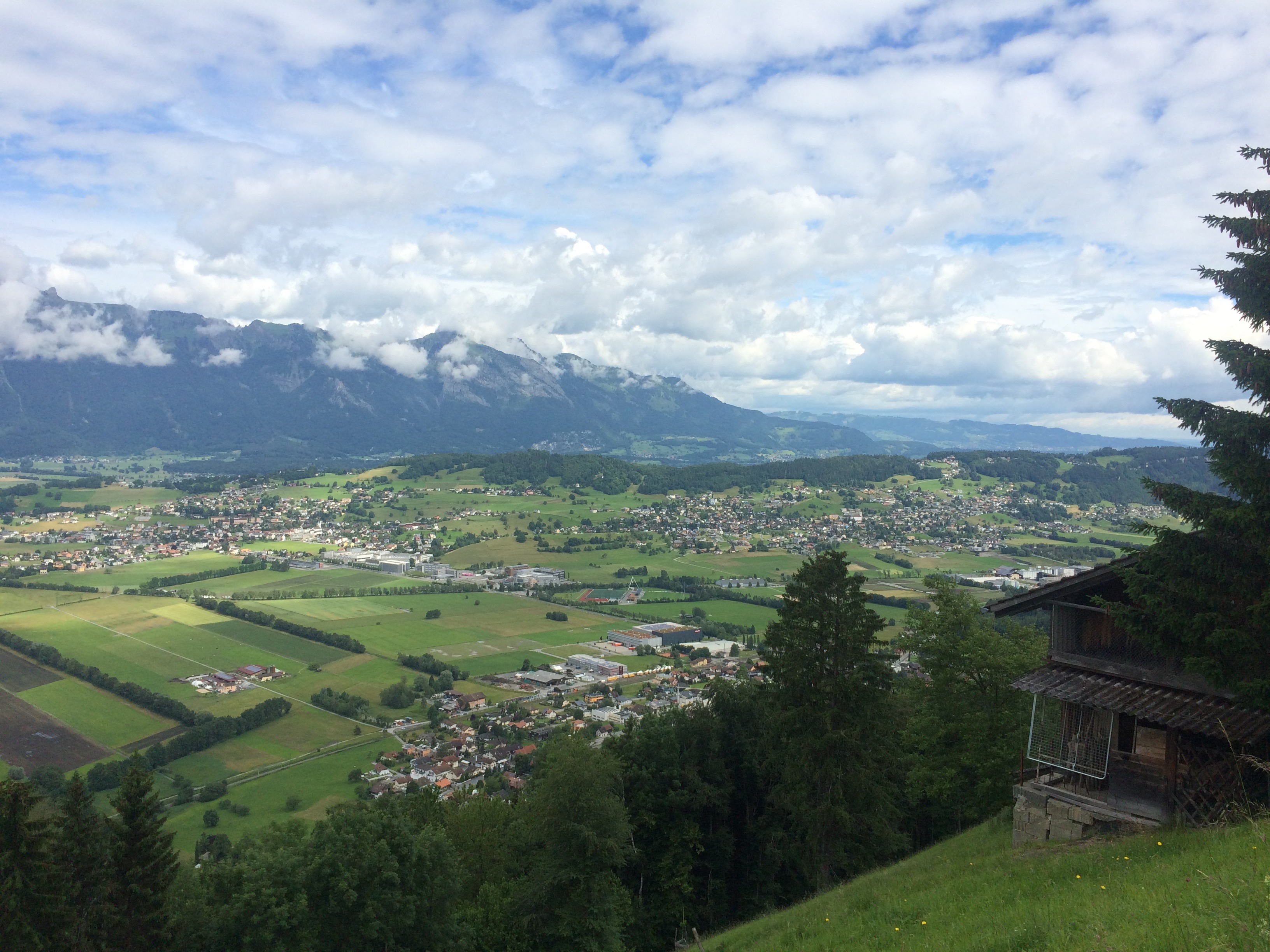
عرض الوادي من Planken التلال
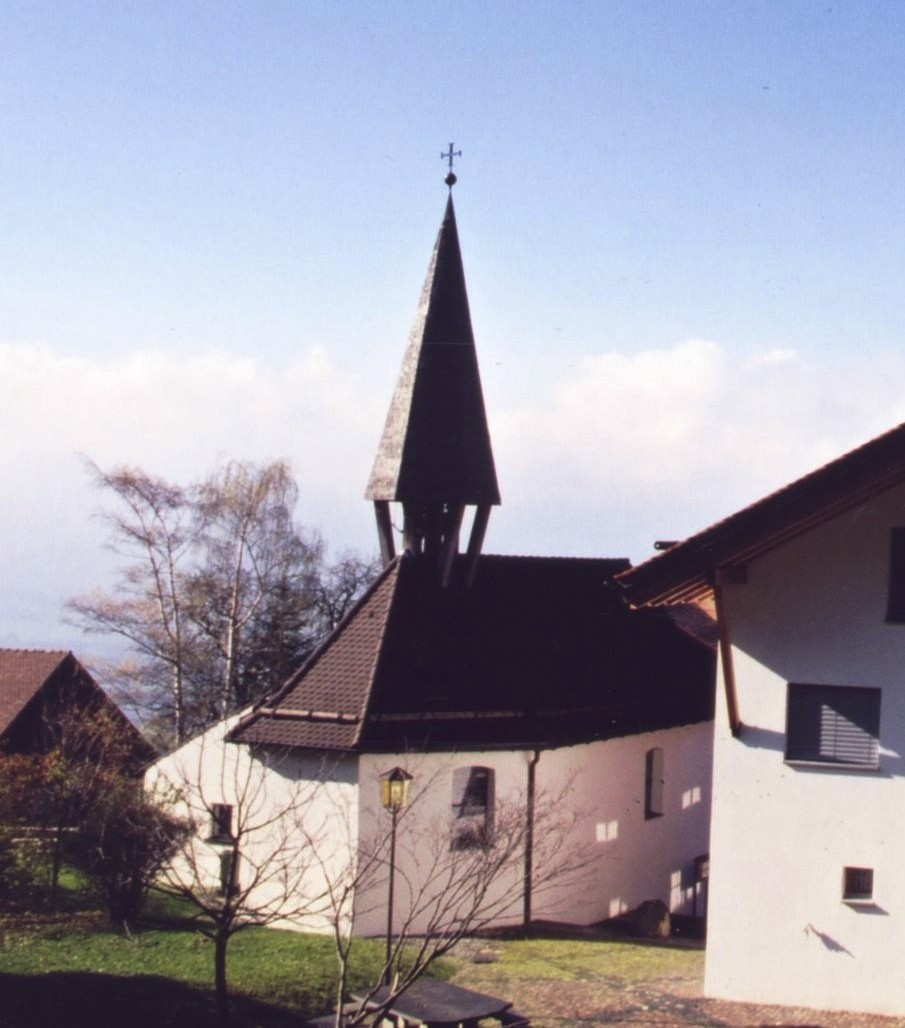
كنيسة القرية
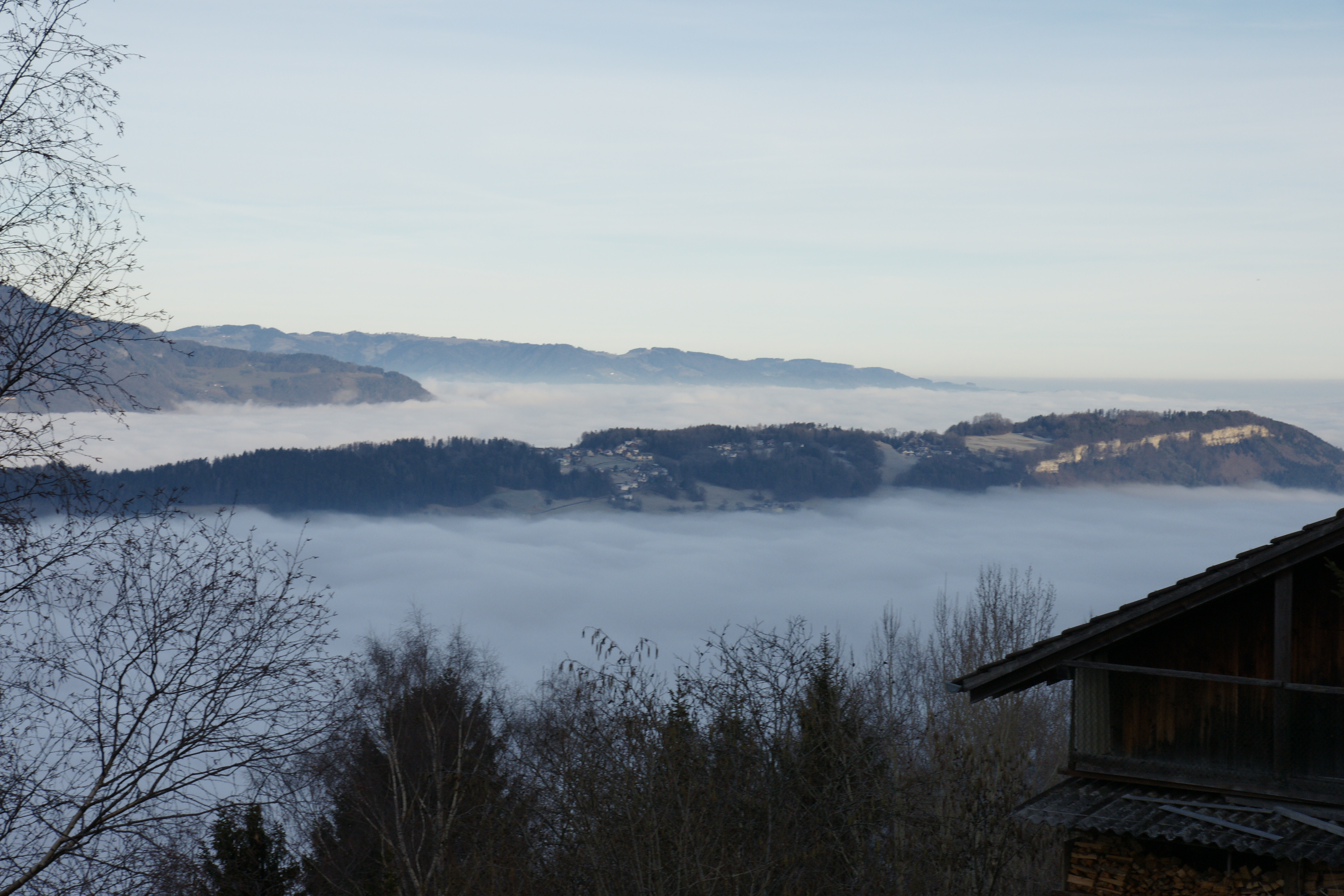
عرض مع الضباب

## وصلات خارجية
- الموقع الرسمي